# Восточно-Сибирская студия кинохроники
Восто́чно-Сиби́рская сту́дия кинохро́ники — советская, затем российская студия кинохроники в Иркутске, была создана 11 сентября 1930 года приказом правления «Союзкино». Прекратила своё существование в 2005 году.

## История
«База хроники Восточно-Сибирского края» была создана в сентябре 1930 года на месте кинолаборатории, принадлежавшей работавшему в регионе с 1922 года акционерному обществу «Кино-Сибирь». С момента учреждения она располагалась на улице Карла Маркса, 24 — в подвальных помещениях кинотеатра «Художественный».
Приказом треста «Союзкинохроника» в Москве от 25 апреля 1932 года, касавшегося организации сети региональных фабрик кинохроники на местах, учреждение стало называться «Восточно-Сибирским отделением „Союзкинохроники“». Первый номер киножурнала «Восточная Сибирь» вышел на экраны Иркутска 14 октября 1932 года, одним из его главных создателей был оператор Виктор Петров.
Первый звуковой фильм был выпущен ленинградцем Владимиром Страдиным в 1935 году.
Под прицел иркутских кинохроникёров попадали все крупнейшие сибирские стройки, растущие в тайге города, предприятия и колхозы, полярные станции, а также этнографические материалы о десятках народностей Сибири и Крайнего Севера.
Начиная с 1936 года студия имела собственные корпункты в Якутске, Минусинске, Ангарске, а также Красноярске с охватом Таймырского, Эвенкийского национальных округов и Тувинской автономной области.
С конца 1938 года началось приспособление к нуждам студии здания польского костёла на улице Красной Звезды, 1, где она просуществовала три десятка лет. Работа студии не прерывалась и в годы войны.
В 1943 году был открыт новый корпункт в Чите чтобы освещать события на Восточном фронте.
В начале 1960-х годов корпункты в Бурятии и Якутии стали филиалами студии — там начали дублировать на национальные языки выпуски киножурнала «Восточная Сибирь» и фильмы.
В декабре 1963 года студию переименовали в Восточно-Сибирскую студию кинохроники.
Периодичность киножурнала «Восточная Сибирь» с 1964 года — 4 выпуска в месяц. Кинооператоры были авторами и одновременно организаторами своих тем и съёмок, свои сюжеты они снимали без режиссёров и редакторов. На студию на постоянной основе приходили творческие обзоры от московских авторов журнала, чтобы каждый смог ознакомиться с оценкой своей работы.
В начале 1970-х годов студия переехала в специально построенное здание на улице Мухиной, 2а (ныне — Дом кино). В годы расцвета коллектив студии вместе с филиалами и корпунктами в общей сложности насчитывал около двухсот человек. Снятые здесь фильмы неоднократно награждались на международных кинофестивалях.
С начавшимися в отечественном кинематографе в 1990 годы проблемами журнал стал выходить только 5 раз в год.
Деятельность кинопредприятия была прекращена в 2005 году. В феврале 2006 года студия была акционирована. После последовавшей в 2007 году приватизации здания студии её архив был передан в оперативное управление «Иркутского областного кинофонда». Бывшие помещения студии ныне заняты под чиновничий аппарат.

## Хронология фильмов
См. список фильмов Восточно-Сибирской студии кинохроники

## Киноархив студии
Хранящийся ныне в «Иркутском областном кинофонде» архив студии — это более двух тысяч документальных фильмов, материалов кинолетописи и выпусков киножурнала, в которых десятки тысяч хроникальных сюжетов (самые ранние из которых датированы 1932 годом). Фонд оцифровывает и систематизирует материалы, в которых представлена география всего края: Иркутская и Читинская области, Республика Бурятия, Республика Саха, Республика Тыва, Красноярский край, Хакасия. Оцифрованный материал и поиск по электронному каталогу ныне доступны посетителям фильмотеки кинофонда.

## Комментарии
1. ↑  По воспоминаниям Евгения Корзуна, оператора студии с 1963 года, сюжеты для киножурнала постоянно снимали 15 операторов, разъезжая по всей огромной территории региона[11]. По утверждению главного редактора студии Татьяны Зыряновой, работавшей в период 1970-х — 1990-х годов, киножурнал «Восточная Сибирь» был востребован десятками стран мира[12].
2. ↑  По другим данным архив был передан кинофонду в 2006 году[3].
3. ↑  В декабре 2004 года накануне приватизации студии проблема сохранения киноархивов на плёнке поднималась Законодательным собранием Иркутской области[17]. Но акцент был смещён на перевод хроники на цифровые носители: 

При нынешних темпах научно-технического прогресса скоро уже просто не на чем будет смотреть старые плёнки. Поэтому следует как можно скорее перевести все архивные записи в цифровой формат, чтобы сохранить их для будущих поколений.
— Максим Сурнин, депутат Законодательного собрания Иркутской области[17].